# Rick Scott
Rick Scott, właśc. Richard Lynn Scott (ur. 1 grudnia 1952 w Bloomington) – amerykański przedsiębiorca i polityk, członek Partii Republikańskiej. Od 4 stycznia 2011 do 7 stycznia 2019 roku był gubernatorem stanu Floryda. Od 8 stycznia 2019 roku jest senatorem Stanów Zjednoczonych. 

## Życiorys

### Młodość
Urodził się w Illinois, jednak wychowywał się w Missouri. Pochodzi z niezamożnej rodziny, ojciec był kierowcą ciężarówki, a matka pracowała m.in. jako sprzedawczyni w sklepie. Po szkole średniej przez dwa i pół roku służył w United States Navy, większość tego czasu spędził obsługując radar na pokładzie fregaty USS Glover. Następnie – korzystając z przywilejów dla byłych żołnierzy – z pomocą finansową wojska podjął studia. Najpierw uzyskał licencjat z zarządzania na University of Missouri–Kansas City, a później magisterium z prawa na Southern Methodist University.

### Kariera biznesowa
W czasie studiów Scott dorabiał sobie jako właściciel dwóch sklepów z pączkami w Kansas City. Po uzyskaniu dyplomu prawniczego podjął praktykę w kancelarii Johnson & Swanson w Dallas. W latach 1988–1997, korzystając ze wsparcia kapitałowego innych przedsiębiorców, skupywał i restrukturyzował szpitale. Udało mu się m.in. przejąć sieć placówek medycznych Hospital Corporation of America, największego prywatnego operatora szpitali na świecie. W 1997 został zmuszony do odejścia z branży medycznej po tym, jak wobec jego firmy wysunięto zarzuty o wyłudzanie nienależnych państwowych dotacji oraz świadome wprowadzanie w błąd państwowego ubezpieczyciela MediCare. Sprawa ostatecznie zakończyła się w 2002 roku. Łączna suma zapłaconych przez firmę kar i odszkodowań przekroczyła 2 miliardy dolarów.
W późniejszym okresie Scott poświęcił się branży venture capital. Nadal inwestował również w sektorze medycznym, będąc ważnym udziałowcem sieci szpitali i przychodni Solantic oraz aptek Pharmaca. Przez pewien czas był także współwłaścicielem drużyny baseballowej Texas Rangers, w której jego partnerem biznesowym był późniejszy prezydent George W. Bush.

### Kariera polityczna
Pierwszym dużym przedsięwzięciem politycznym Scotta była organizacja Conservatives for Patients' Rights (Konserwatyści na rzecz Praw Pacjentów), m.in. sprzeciwiająca się planom reformy zdrowotnej wysuwanym przez administrację prezydenta Baracka Obamy. Scott podarował 5 milionów dolarów ze swojego prywatnego majątku na współfinansowanie kampanii medialnej prowadzonej przez organizację.
W 2010 kandydował z powodzeniem na gubernatora Florydy w barwach Partii Republikańskiej. Na etapie prawyborów jego głównym rywalem był stanowy prokurator generalny Bill McCollum. Z kolei we właściwych wyborach zmierzył się z Demokratką Alex Sink, pełniącą w ówczesnym rządzie stanowym funkcję Chief Financial Officer, zbliżoną do ministra finansów. Scott uzyskał w przeprowadzonym 2 listopada 2010 głosowaniu 48,87% głosów, a Sink zebrała 47,72% głosów. 4 stycznia 2011 został zaprzysiężony jako 45. gubernator Florydy.
Według danych ukazującego się na Florydzie dziennika Tampa Bay Times, Scott wydał na swoją kampanię wyborczą 75 milionów dolarów z majątku własnego i swojej żony, co w połączeniu ze spadkiem wartości należących do niego akcji i innych aktywów, spowodowało zmniejszenie się wartości jego majątku o połowę w ciągu 2010 roku, nadal wynosiła ona jednak ponad 100 milionów dolarów.
Jest zagorzałym zwolennikiem kary śmierci. Pełniąc urząd gubernatora Florydy przez dwie kadencje  zezwolił na wykonanie 28 egzekucji.
4 listopada 2014 roku uzyskał reelekcję w wyborach na gubernatora Florydy pokonując poprzednio piastującego ten urząd kandydata Demokratów Charliego Crista stosunkiem głosów 48,2% do 47%.
6 listopada 2018 w wyborach do Senatu USA Scott pokonał kandydata Demokratów Billa Nelsona, który sprawował urząd senatora przez trzy wcześniejsze kadencje. Scott zdobył 50,05% głosów, a jego rywal 49,93%. Różnica między kandydatami wyniosła 10 tysięcy głosów.
Scott objął urząd senatora 8 stycznia 2019 roku, tuż po zakończeniu kadencji na stanowisku gubernatora.

### Życie prywatne
Jest żonaty z Ann Holland, z którą ma dwie córki.